# Harpinia orientalis
Harpinia orientalis är en kräftdjursart. Harpinia orientalis ingår i släktet Harpinia och familjen Phoxocephalidae. Inga underarter finns listade i Catalogue of Life.